# SC 07 Idar-Oberstein

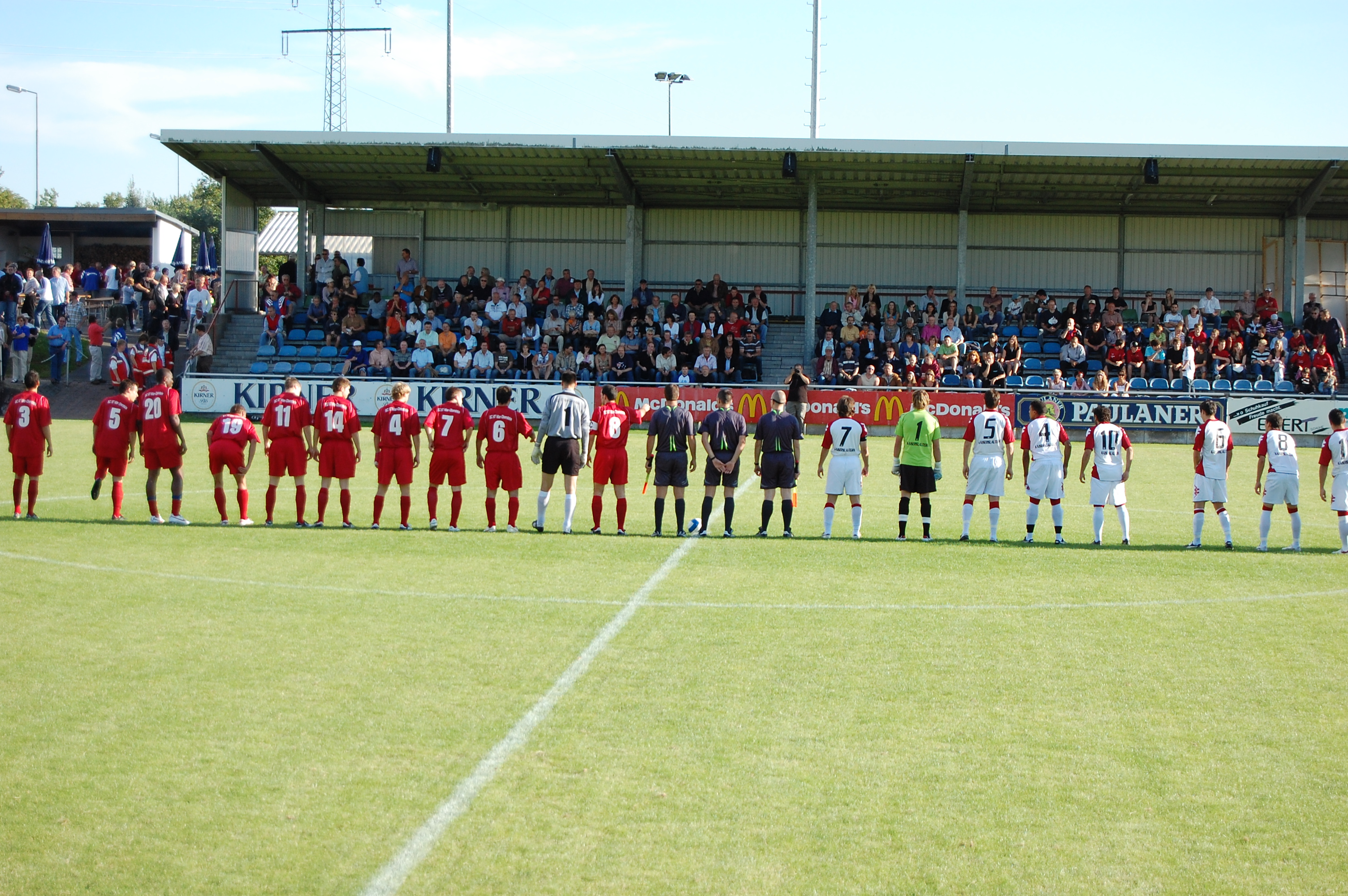
Team van 2007

SC 07 Idar-Oberstein is een Duitse voetbalclub uit Idar-Oberstein, Rijnland-Palts en werd in 1971 opgericht na een fusie tussen 1. FC 1907 Idar en Sportvereinigung Idar. 

## Geschiedenis
Op 2 maart 1919 fuseerden SC 08 Idar en SC Germania Idar tot SpVgg 08 Idar. De club speelde in de schaduw van grotere stadsrivaal 1. FC Idar, dat in de jaren twintig en begin jaren dertig in de hoogste klasse speelde. SpVgg speelde van 1949 tot 1956 in de Amateurliga, de derde klasse. 
De fusieclub speelde in de 2. Amateurliga West, de vierde klasse toen, en hoopte zich te versterken door de fusie, maar in 1974 degradeerde de club naar de Bezirksliga en in 1979 naar de Kreisliga. De club zou hier tien jaar spelen en het aantal leden liep terug van 1300 in het fusiejaar tot amper 500. Eind jaren tachtig ging het beter met de club. Met het Stadion im Haag vond de club een nieuwe thuishaven en de club kon ook enkele keren op korte periode promoveren zodat ze in 1995, na twee titels op rij, in de Oberliga Südwest konden spelen, toen nog de vierde klasse. In 1999 werd de club vicekampioen en promoveerde zo naar de Regionalliga. In de Regionalliga had de amateurclub geen kans en degradeerde meteen terug. 
Tot 2005 speelde de club in de Oberliga en degradeerde dan naar de Verbandsliga. Na twee seizoenen keerde de club terug. Na een rustige elfde plaats in het eerste seizoen draaide de club de volgende jaren mee in de subtop en kon in 2011 promotie afdwingen naar de Regionalliga West. Na één seizoen werd de club overgeheveld naar de nieuwe Regionalliga Südwest. In 2013 degradeerde de club. In 2015 degradeerde de club ook uit de Oberliga, maar kon na twee seizoenen terugkeren. 